# Lịch sử Phần Lan

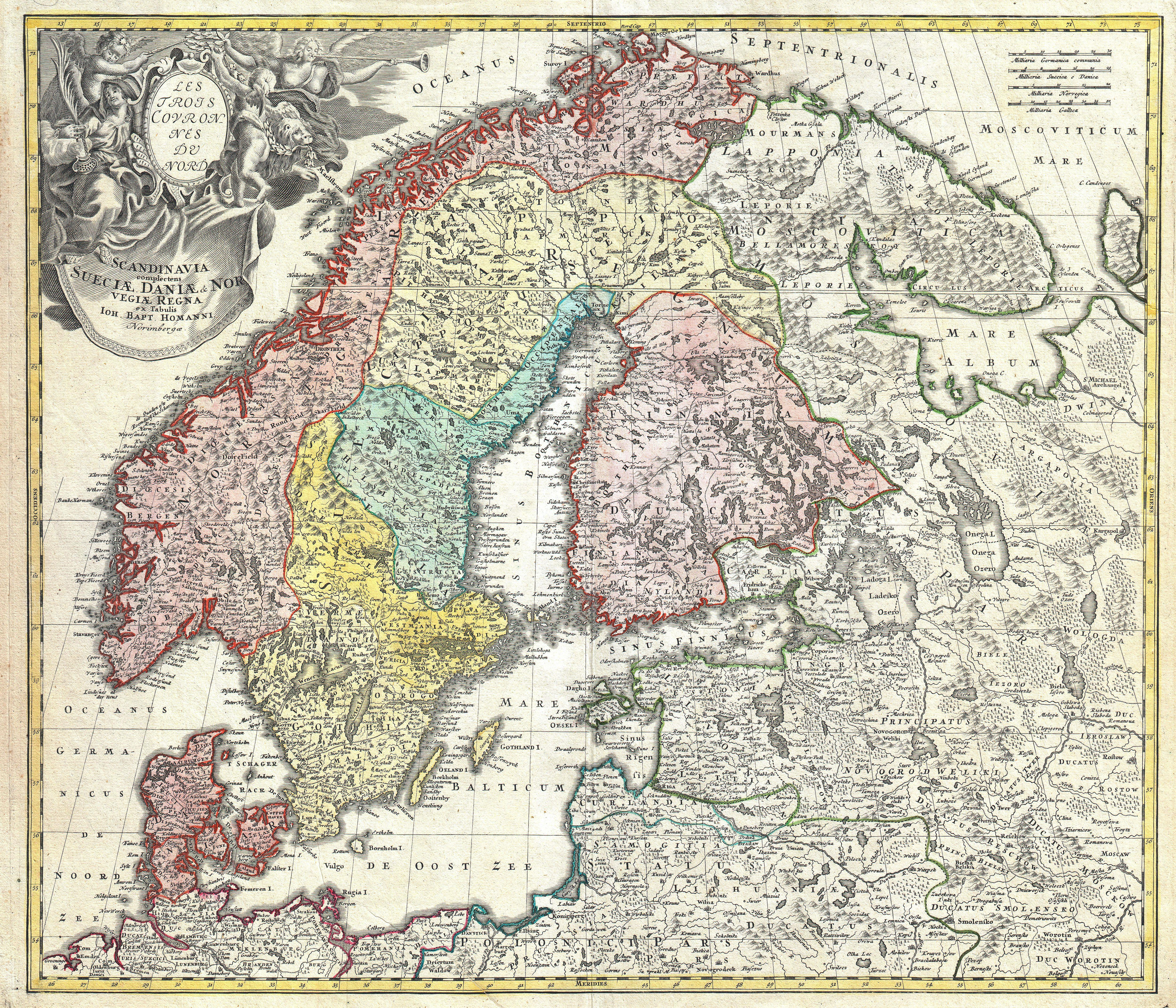
Bản đồ bán đảo Scandinavia và bán đảo Fennoscandia cùng các vùng lân cận: Bắc Đức, Bắc Ba Lan, các nước Baltic, vùng Livonia, Belarus, Tây Bắc Nga. Bản đồ được vẽ vào khoảng năm 1730 bởi nhà địa lý, họa sĩ vẽ bản đồ người Đức Johann Baptist Homann (1664–1724).

Lịch sử của Phần Lan bắt đầu vào khoảng năm 9000 TCN, vào cuối Kỷ băng hà đệ Tứ. Các nền văn hóa đồ Đá tại vùng đất này gồm có nền văn hóa Kunda, Gốm tổ ong, Gốm dây thừng, Kiukainen và Gốm Pöljä. Thời kỳ đồ đồng bắt đầu vào khoảng năm 1500 TCN và thời kỳ đồ sắt kéo dài từ khoảng năm 500 TCN đến năm 1300 SCN. Các nền văn hóa thời kỳ đồ sắt của Phần Lan được tách ra thành các nền văn hóa Phần Lan, Tavastia và Karelia. Những nguồn chữ viết đầu tiên đề cập đến Phần Lan xuất hiện từ thế kỷ thứ 12 trở đi khi Giáo hội Công giáo bắt đầu có chỗ đứng ở vùng Tây Nam Phần Lan.
Nhờ cuộc Thập tự chinh phương Bắc và quá trình thực dân hóa miền duyên hải Phần Lan, phần lớn vùng đất trở thành lãnh thổ của Vương quốc Thụy Điển và nghiễm nhiên trở thành vùng đất của Giáo hội Công giáo (thế kỷ XIII). Sau khi cuộc Chiến tranh Nga – Thụy Điển kết thúc, vùng đất Phần Lan được sáp nhập vào Đế quốc Nga và trên cơ sở đó, Đại Công quốc Phần Lan được thành lập. Đức tin Luther được truyền bá rộng khắp. Chủ nghĩa dân tộc Phần Lan trỗi dậy vào thế kỷ XIX, tập trung bảo tồn các truyền thống, văn hóa dân gian, âm nhạc thuộc về thể loại truyền thuyết với lời ca và ngôn ngữ đặc trưng. Một trong những tác phẩm xuất sắc nhất của nền văn học Phần Lan trong thời kỳ này đó là Hợp tuyển sử thi Kalevala. Nạn đói năm 1866 tại nước này khiến việc điều tiết kinh tế được nới lỏng và gây ra tình trạng di cư rộng rãi.
Năm 1917, Phần Lan tuyên bố độc lập. Một cuộc nội chiến giữa lực lượng Hồng vệ binh và Bạch vệ binh diễn ra sau đó vài tháng, hậu quả là phe Bạch vệ chiếm được ưu thế vào mùa xuân năm 1918. Sau khi ổn định các vấn đề nội bộ, nền kinh tế nông nghiệp của Phần Lan chủ yếu vẫn tăng trưởng tương đối nhanh. Quan hệ với các nước phương Tây, đặc biệt là Thụy Điển và Anh tăng mạnh mẽ nhưng vẫn còn căng thẳng với Liên Xô. Trong Chiến tranh thế giới thứ hai, Phần Lan đã hai lần chiến đấu chống lại Liên bang Xô viết để bảo vệ nền độc lập của mình trong cuộc Chiến tranh mùa đông và Mặt trận Phần Lan. Một phần lớn vùng tái định cư sau chiến tranh của Phần Lan, bao gồm phần lớn tỉnh Karelia và một phần diện tích của các tỉnh khác, bị sáp nhập vào lãnh thổ Liên Xô. Ngày nay Phần Lan là một nền dân chủ độc lập ở khu vực Bắc Âu.
Trong nửa sau của lịch sử độc lập, Phần Lan duy trì một nền kinh tế hỗn hợp. Sau Thế chiến II vào thập niên 1970, nền kinh tế Phần Lan bùng nổ, GDP bình quân đầu người của Phần Lan vuơn lên thuộc nhóm cao trên thế giới. Tình trạng phúc lợi mở rộng của Phần Lan từ năm 1970 đến năm 1990 làm tăng nhân viên và chi tiêu khu vực công dẫn tới tăng gánh nặng thuế đối với công dân. Năm 1992, Phần Lan đồng thời phải đối mặt với tình trạng kinh tế quá nóng và khủng hoảng tại thừa thị trường phương Tây, Nga và các nước lân cận. Phần Lan gia nhập Liên minh châu Âu vào năm 1995 và thay thế đồng markka Phần Lan bằng đồng euro vào năm 2002. Theo một cuộc thăm dò năm 2016, 61% người Phần Lan không muốn tham gia NATO. Sau khi Nga phát động "chiến dịch quân sự đặc biệt" tại Ucraina, tỷ lệ người ủng hộ Phần Lan gia nhập khối NATO tăng lên 62% và tỷ lệ không ủng hộ giảm xuống 16%.

## Thời đại đồ đá

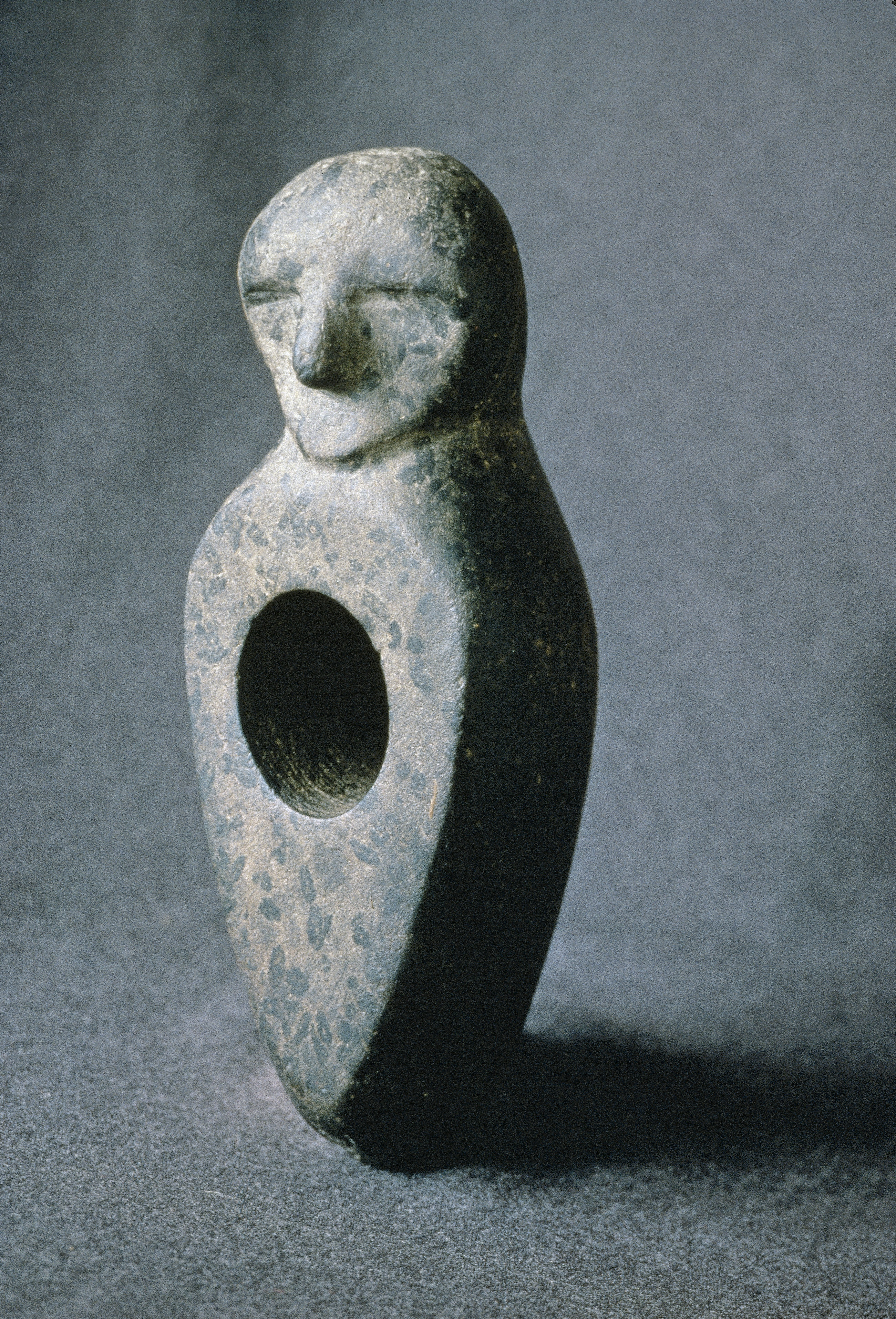
Rìu đá thời đồ đá khắc mặt người được tìm thấy ở thị trấn Kiuruvesi.

### Thời đại đồ đá cũ
Nếu được xác nhận thì di chỉ khảo cổ lâu đời nhất ở Phần Lan là động Chó Sói ở thị trấn Kristinestad, tỉnh Ostrobothnia cũ. Đây cũng là di chỉ tiền Băng hà duy nhất được tìm ra tại các nước Bắc Âu, có niên đại xấp xỉ 12.5 vạn năm.

### Thời đại đồ đá giữa

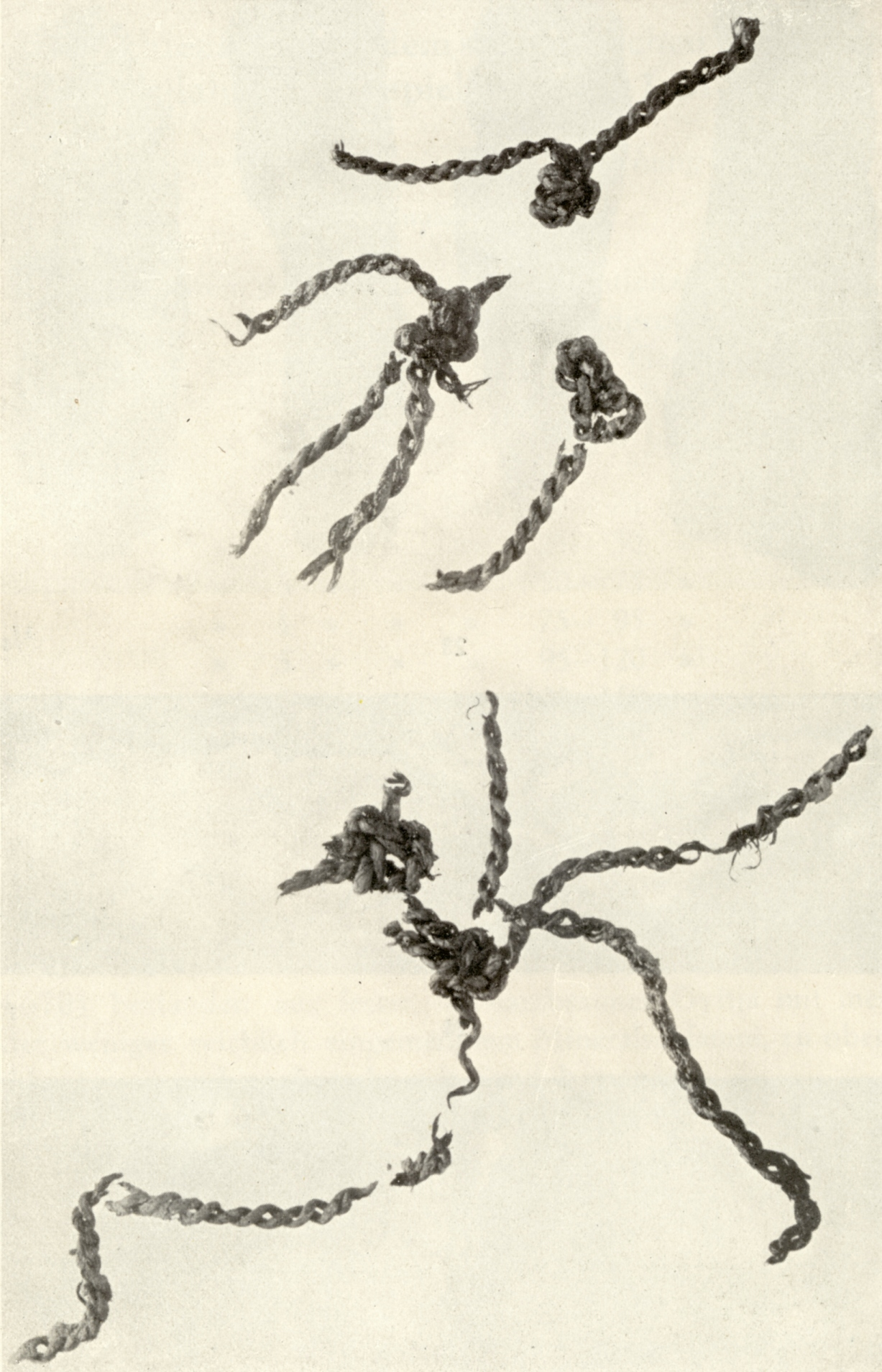
Mảnh lưới Antrea (8300 TCN) là cổ vật lưới bắt cá cổ nhất được tìm thấy trên thế giới

Kỷ băng hà cuối cùng chấm dứt vào khoảng năm 9000 TCN tại Phần Lan. Kể từ thời điểm đó, con người bắt đầu di cư tới các vùng ở phía Nam và Đông Nam nước này, mang theo nền văn hóa lai giữa các nền văn hóa Kunda, Butovo và Veretye. Cùng lúc đó, vùng đất phía Bắc Phần Lan có dòng người từ ven biển Na Uy đến định cư. Dấu vết cổ xưa nhất của cư dân Phần Lan hậu Băng hà (8900 TCN) được xác nhận là nằm tại thị trấn Orimatilla và khu định cư cổ Ristola, thành phố Lahti. Kể từ đó đến nay con người bắt đầu nhập cư tại Phần Lan. Cư dân tại Phần Lan thời kỳ hậu Băng hà có thể từng là những người sống bằng nghề săn bắt và hái lượm theo mùa. Trong số các cổ vật khai quật được có các mảnh lưới Antrea. Chúng được coi là lưới đánh cá cổ nhất từng được tìm thấy có niên đại từ năm 8300 TCN.

### Thời đại đồ đá mới
Đến năm 5300 trước công nguyên, đồ gốm đã có mặt ở Phần Lan. Các mẫu sớm nhất thuộc về các nền văn hóa đồ gốm cứng, được biết đến với các mẫu trang trí đặc biệt của chúng. Điều này đánh dấu sự khởi đầu của thời kỳ đồ đá mới cho Phần Lan, mặc dù sinh hoạt phí vẫn dựa trên săn bắn và đánh bắt cá. Mạng lưới trao đổi rộng khắp tồn tại trên khắp Phần Lan và Đông Bắc Âu trong thiên niên kỷ thứ 5 trước Công nguyên. Ví dụ, đá lửa từ Scandinavia và các đồi Valdai, hổ phách từ Scandinavia và vùng Baltic, và đá phiến từ Scandinavia và Hồ Onega tìm thấy đường vào các địa điểm khảo cổ Phần Lan, trong khi amiăng và xà phòng từ Phần Lan (ví dụ: vùng Saimaa) ở các khu vực khác. Các bức tranh đá - dường như liên quan đến các hệ thống niềm tin theo Shaman giáo và totem - đã được tìm thấy, đặc biệt là ở miền Đông Phần Lan, ví dụ: Astuvansalmi.

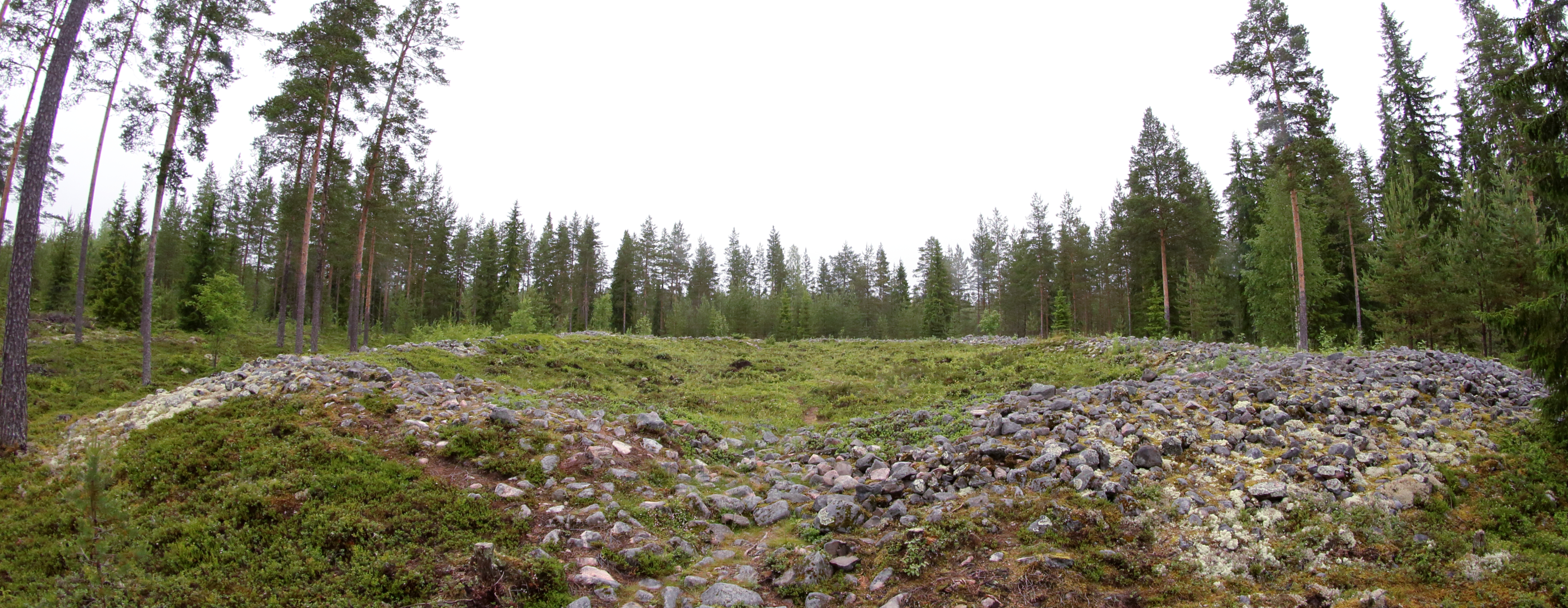
Nhà thờ khổng lồ Kastelli ở thị trấn Pattijoki,thuộc nền văn hóa Pöljä.

Giữa năm 3500 và 2000 trước Công nguyên, những hàng rào đá hoành tráng được biết đến rộng rãi như Nhà thờ khổng lồ (tiếng Phần Lan: Jätinkirkko) được xây dựng ở vùng Ostrobothnia. Mục đích của các hàng rào đá này không rõ để làm gì.
Trong những năm gần đây, một cuộc khai quật ở khu vực Kierikki ở phía bắc Oulu trên sông Ii đã làm thay đổi hình ảnh của văn hóa thời đại đồ đá mới của Phần Lan. Các trang web đã có người ở quanh năm và đã giao dịch rộng rãi. Kierikki văn hóa cũng được xem như là một phân loại của của nền văn hóa gốm cứng. Nhiều địa điểm được khai quật hàng năm.
Từ năm 3200 TCN trở đi, người nhập cư hoặc một ảnh hưởng văn hóa mạnh mẽ từ phía nam Vịnh Phần Lan định cư ở phía tây nam Phần Lan. Văn hóa này là một phần của nền văn hóa Châu Âu trong trận chiến Axe, vốn thường liên quan đến sự chuyển động của các diễn giả Châu Âu. The Battle Axe, hay Cord Ceramic, văn hóa dường như đã thực hành nông nghiệp và chăn nuôi bên ngoài Phần Lan, nhưng những dấu vết sớm nhất được xác nhận về nông nghiệp ở Phần Lan ngày sau, xấp xỉ vào thiên niên kỷ thứ 2 trước Công Nguyên. Hơn nữa nội địa, các xã hội vẫn giữ lối sống thu thập săn bắn của họ trong thời gian này.
Các nền văn hóa rìu chiến và gốm sứ cứng cuối cùng đã được sáp nhập, tạo ra nền văn hóa Kiukainen tồn tại giữa năm 2300 trước Công nguyên, và 1500 trước Công nguyên, và về cơ bản là một truyền thống gốm sứ với đặc tính gốm dây.

## tham Khảo
1. ↑  Georg Haggren, Petri Halinen, Mika Lavento, Sami Raninen ja Anna Wessman (2015). Muinaisuutemme jäljet. Helsinki: Gaudeamus. tr. 339. ISBN 9789524953634.{{Chú thích sách}}:  Quản lý CS1: nhiều tên: danh sách tác giả (liên kết)
2. ↑  Georg Haggren, Petri Halinen, Mika Lavento, Sami Raninen ja Anna Wessman (2015). Muinaisuutemme jäljet. Helsinki: Gaudeamus. tr. 369. ISBN 978-952-495-363-4.{{Chú thích sách}}:  Quản lý CS1: nhiều tên: danh sách tác giả (liên kết)
3. ↑  "Ylen kysely: Nato-jäsenyyden kannatus vahvistuu – 62 prosenttia haluaa nyt Natoon" [Khảo sát của Yle cho thấy: Ủng hộ tư cách thành viên NATO tăng mạnh - 62% ủng hộ gia nhập NATO] (bằng tiếng Phần Lan).
4. ↑  "KM 11708 Kiuruveden kirves; Esinekuva". www.finna.fi (bằng tiếng Phần Lan). Truy cập ngày 31 tháng 12 năm 2017.
5. ↑  Kristiinankaupungin Susiluola ((archived))
6. ↑  Haggren, George; Halinen, Petri; Lavento, Mika; Raninen, Sami; Wessman, Anna (2015). Muinaisuutemme jäljet [Dấu vết thời cổ đại của chúng ta] (bằng tiếng Phần Lan). Gaudeamus. tr. 15. ISBN 9789524953634.
7. ↑  "Väestön kehitys esihistoriallisella ajalla" [Phát triển dân số thời kỳ tiền sử]. Ủy ban Cổ vật Quốc gia Phần Lan (bằng tiếng Phần Lan). Truy cập ngày 29 tháng 4 năm 2012.
8. 1 2  Pollard, Tony; Banks, Iain (2006). War and Sacrifice: Studies in the Archaeology of Conflict. BRILL. tr. 189. ISBN 9047418921.
9. ↑  "Kierikki Stone Age Centre's homepage". Bản gốc lưu trữ ngày 20 tháng 10 năm 2017. Truy cập ngày 29 tháng 5 năm 2018.

- Ahola, Joonas & Frog with Clive Tolley (toim.). (2014). Fibula, Fabula, Fact – The Viking Age in Finland Studia Fennica Historica 18. Helsinki: Finnish Literature Society.
- Alapuro, Risto (tháng 3 năm 1979). "Nineteenth century nationalism in Finland: a comparative perspective". Scandinavian Political Studies. Quyển 2 số 1. Wiley. tr. 19–29. doi:10.1111/j.1467-9477.1979.tb00203.x.{{Chú thích tạp chí}}:  Quản lý CS1: postscript (liên kết) Full text. Lưu trữ ngày 20 tháng 10 năm 2016 tại Wayback Machine
- Frederiksen, Niels Christian (1902). Finland; its public and private economy. online edition
- Graham Jr., Malbone W. (1927). New Governments of Eastern Europe. pp. 169–245 online edition Lưu trữ ngày 10 tháng 1 năm 2005 tại Wayback Machine, on 1917–1926
- Jussila, Hentilä, Nevakivi (1999). From Grand Duchy to a Modern State: A Political History of Finland Since 1809. Hurst & Co.{{Chú thích sách}}:  Quản lý CS1: nhiều tên: danh sách tác giả (liên kết)
- Jutikkala, Eino; Pirinen, Kauko (1984). A History of Finland (ấn bản thứ 4).
- Kallio, Veikko (1994). Finland: A Cultural History. Helsinki: WSOY.
- Kirkby, David (2006). A concise history of Finland. Cambridge University Press. ISBN 9780521539890. Excerpt and text search.
- Kinnunen, Tiina; Kivimäki, Ville (2011). Finland in World War II: History, Memory, Interpretations.
- Kissane, Bill (tháng 6 năm 2000). "Nineteenth‐century nationalism in Finland and Ireland: a comparative analysis". Nationalism & Ethnic Politics. Quyển 6 số 2. Taylor and Francis. tr. 25–42. doi:10.1080/13537110008428594.{{Chú thích tạp chí}}:  Quản lý CS1: postscript (liên kết) (Covers 1820 to 1910.)
- Kivimäki, Ville. "Between defeat and victory: Finnish memory culture of the Second World War." Scandinavian Journal of History 37.4 (2012): 482–504.
- Lavery, Jason (2006). The History of Finland. The Greenwood Histories of the Modern Nations Series. Excerpt and text search.
- Lewis, Richard D. (2004). Finland: Cultural Lone Wolf. Cultural interpretation of recent history. Excerpt and text search.
- Lofgren, O. (1980). "Historical Perspectives on Scandinavian Peasantries". Annual Review of Anthropology. Quyển 9. tr. 187–215. doi:10.1146/annurev.an.09.100180.001155.{{Chú thích tạp chí}}:  Quản lý CS1: postscript (liên kết)
- Meinander, Henrik (2011). A History of Finland. Columbia University Press. 227 pages; focus is since 1900.
- Nissen, Henrik S. (1983). Scandinavia During the Second World War.
- Paasivirta, Juhani (1981). Finland and Europe: The Period of Autonomy and the International Crises, 1808–1914. University of Minnesota Press.
- Pesonen, Pertti; Riihinen, Olavi (2004). Dynamic Finland: The Political System and the Welfare State. History since 1970.
- Puntila, Lauri Aadolf (1974). The political history of Finland 1809–1966. Short popular history.
- Raunio, Tapio; Tiilikainen, Teija (2003). Finland in the European Union. F. Cass. Online edition.[liên kết hỏng]
- Rislakki, Jukka (tháng 1 năm 2015). "'Without Mercy': U.S. Strategic Intelligence and Finland in the Cold War". Journal of Military History. Quyển 79 số 1. tr. 127–149.{{Chú thích tạp chí}}:  Quản lý CS1: postscript (liên kết)
- Schoolfield, George C., biên tập (1998). A History of Finland's Literature. University of Nebraska Press. Online edition. Lưu trữ ngày 7 tháng 10 năm 2008 tại Wayback Machine
- Singleton, Frederick (1998). A Short History of Finland. Excerpt and text search.
- Upton, Anthony E. (1980). The Finnish Revolution, 1917–1918. University of Minnesota Press.
- Wuorinen, John H. (1948). Finland and World War II, 1939–1944. Online edition. Lưu trữ ngày 9 tháng 10 năm 2009 tại Wayback Machine
- Wuorinen, John Henry (1931). Nationalism in modern Finland. Columbia University Press.
- Finnish historical documents at WikiSource (tiếng Phần Lan)
- History of Finland: A selection of events and documents by Pauli Kruhse
- History of Finland: Primary Documents
- Diplomatarium Fennicum – Publishing of medieval documents (the National Archives of Finland)
- ProKarelias collection of international treaties concerning independent Finland (tiếng Phần Lan)
- Historical Atlas of Finland
- Vintage Finland Lưu trữ ngày 24 tháng 6 năm 2010 tại Wayback Machine – slideshow by Life magazine